# Suzanne Lebsock
Suzanne Lebsock (* 1. Dezember 1949 in Williston) ist eine vielfach ausgezeichnete US-amerikanische Historikerin und Autorin.

## Leben
Ihr erstes Buch The Free Women of Petersburg: Status and Culture in a Southern Town, 1784–1860 veröffentlichte sie 1984 und gewann damit den Bancroft-Preis. In dem 2003 erschienenen Buch A Murder in Virginia: Southern Justice on Trial beschäftigte sie sich mit der Ermordung von Lucy Pollard 1895 im Lunenburg County.
Ihr Spezialgebiet ist die Geschichte der Frauen in den USA. Sie wurde mit dem Francis Parkman Prize ausgezeichnet und hatte eine Professur für Geschichte an der Rutgers University in New Brunswick, New Jersey inne.
Lebsock gewann Fellowships der John Simon Guggenheim Memorial Foundation und der MacArthur Foundation.

## Privates
Lebsock war mit Richard Levis McCormick verheiratet, einem früheren Präsidenten der  Rutgers University, mit dem sie zwei Kinder hat.

## Werke
- The Free Women of Petersburg: Status and Culture in a Southern Town, 1784–1860, 1984, ISBN 978-0-393-95264-3
- mit Kym Rice: A Share of Honor: Virginia Women, 1600–1945, 1985, ISBN 978-0-88490-139-6
- mit Nancy A Hewitt: Visible Women: New Essays on American Activism (Women in American History), Urbana, IL: University of Illininois Press, 1993, ISBN 978-0-252-06333-6
- A Murder in Virginia: Southern Justice on Trial, 2003, ISBN 978-0-393-04201-6